# Volksrepublik Korea
Die Volksrepublik Korea (nicht zu verwechseln mit der Demokratischen Volksrepublik Korea, auch bekannt als Nordkorea) war eine kurzlebige provisorische Regierung, die zur Zeit der Kapitulation Japans am Ende des Zweiten Weltkriegs organisiert war. Sie wurde am 12. September 1945 proklamiert, kurz bevor Korea von sowjetischen und amerikanischen Truppen besetzt wurde. Basierend auf einem Netzwerk von Volkskomitees, präsentierte es ein Programm radikaler sozialer Veränderungen. Im Süden hat die US-Militärregierung die VRK am 12. Dezember 1945 verboten, während im Norden die sowjetischen Behörden die Komitees in die Struktur der aufstrebenden Demokratischen Volksrepublik Korea (Nordkorea) einbezogen haben.

## Geschichte

### Gründung
Gegen Ende des Zweiten Weltkrieges wurde es allmählich klar, dass Japan den Krieg verlieren würde. Daher bereiteten sich sowohl der Generalgouverneur als auch die koreanische Unabhängigkeitsbewegung auf die kommenden Veränderungen vor. Am 15. August 1945 übergab der Sekretär der Besatzungsregierung die Befehlsgewalt über Polizei und Sicherheit dem Vorsitzenden des Komitees zur Vorbereitung der Unabhängigkeit Koreas Yeo Un-hyeong. Er schlug zunächst dem Konservativen Song Jin-woo vor, die Sicherheits- und Verwaltungsrechte Koreas zu übernehmen, doch als dies abgelehnt wurde, bat er um ein Treffen mit Yeo Un-hyeong in Seoul. Unter der Führung von Yeo, organisierte das neu gebildete Komitee zur Vorbereitung der Unabhängigkeit Koreas (CPKI) Volkskomitees im ganzen Land, um den Übergang zur Unabhängigkeit zu koordinieren. Am 28. August 1945 kündigte die CPKI an, als vorläufige nationale Regierung Koreas zu fungieren. Am 12. September trafen sich CPKI-Aktivisten in Seoul und gründeten die VRK.
Sicherheits- und Verwaltungsrechte wurden auf Yeo übertragen, und die Sicherheit der Japaner, die die koreanische Halbinsel evakuierten, wurde im Gegenzug widerwillig gewährleistet. Dementsprechend schlug Yeo die folgenden Bedingungen vor:
- Sofortige Freilassung politischer und wirtschaftlicher Gefangener im ganzen Land.
- Im August, September und Oktober 3 Monate lang die Lebensmittel sichern.
- Keine Einmischung in die politischen Aktivitäten.
- Keine Einmischung in die Ausbildung von Studenten und Jugendlichen.
- Keine Einmischung in die Mobilisierung von Arbeitern und Bauern in Arbeiterräten.

Der Grund, warum Yeo mit dem Generalgouverneur verhandelte, war, dass die japanische Armee sowohl vor der Evakuierung als auch unmittelbar nach der Befreiung immer noch Koreaner abschlachtete und tötete. Die CPKI befürchtete, dass hilflose Menschen ohne sie, große Ungerechtigkeit erleiden würden.
Dementsprechend akzeptierte der stellvertretende Ministerpräsident des Generalgouverneurs die Bedingungen. In dieser Nacht gründete Yeo Un-hyeong das Nationale Vorbereitungskomitee, dessen Struktur auf der Gründungsallianz beruhte, einer unterirdischen geheimen Unabhängigkeitsbewegung, die er ein Jahr zuvor im August 1944 gegründet hatte. Anschließend ließ Yeo alle politischen Gefangenen im Seodaemun-Gefängnis frei. Zwei Tage nach der Gründung des Nationalen Vorbereitungsausschusses wurde ein systematisches Organisationsnetzwerk aufgebaut, erweitert und neu organisiert. Yeo wurde zum Vorsitzenden und An Jae-hong zum stellvertretenden Vorsitzenden gewählt, der folgende Erklärung abgab:

#### Gründungsallianzen
1. Jede Fraktion sollte sich zusammenschließen, um eine einheitliche Nation zu gründen und die Freiheit und Unabhängigkeit des koreanischen Volkes wiederherzustellen.
2. Arbeiten Sie zusammen, um eine Einheitsfront gegen Japan zu bilden und alle reaktionären Kräfte auszurotten, die die vollständige Unabhängigkeit Koreas behindern.
3. In Bezug auf die Konstruktion sollten alle Bemühungen auf die Befreiung der demokratischen Öffentlichkeit gerichtet sein.

#### Erklärung des Nationalen Vorbereitungsausschusses
Die Menschheit sehnt sich nach Frieden und die Geschichte strebt nach Entwicklung. Mit dem Ende des Zweiten Weltkriegs, einer angeblichen Tragödie menschlichen Denkens, kam ein Tag der Befreiung nach Korea. Korea war im letzten halben Jahrhundert eine Kolonie des imperialen Japan und versperrte in jeder Hinsicht den Weg zur Freiheit von imperialer Ausbeutung und Unterdrückung. Aber wir haben in den letzten 36 Jahren für unsere Befreiung gekämpft. Alle Bewegungen und Kämpfe, um den Weg zu dieser freien Entwicklung zu ebnen, wurden vom Imperialismus und den reaktionären und antidemokratischen Kräften, die mit ihm zusammengearbeitet haben, hartnäckig abgelehnt.
Mit der internationalen Lösung des Nachkriegsproblems entfernte sich Korea von der japanischen imperialistischen Basis. Die Befreiung des koreanischen Volkes war jedoch nur ein neuer Schritt in der ideologischen Bewegung, so dass ein großer Kampf um völlige Unabhängigkeit weiterhin besteht und eine große Aufgabe für den Aufbau einer neuen Nation in unseren Händen liegt. Dann ist es unsere gegenwärtige Mission, nach völliger Unabhängigkeit und wahrer Demokratie zu streben. Vorübergehend werden uns die internationalen Kräfte dominieren, aber es wird nicht behindern, ob wir unsere demokratischen Bedürfnisse erfüllen oder nicht. Alle fortschreitenden Kämpfe, um feudale Überreste auszurotten und den Weg für freie Entwicklung zu ebnen, wurden landesweit entfaltet, und mehrere fortschrittliche demokratische Kräfte in Korea sind bestrebt, eine einheitliche Front zu bilden. Aufgrund dieser sozialen Anforderungen wurde unser Nationales Vorbereitungskomitee gebildet.
Daher konzentriert sich das Vorbereitungskomitee auf den Aufbau einer neuen Nation, um unser Volk in ein wirklich demokratisches Regime und gleichzeitig eine vollständig befreite Einheitsfront aus allen Lebensbereichen zu reorganisieren, um alle fortschrittlichen demokratischen Kräfte zu sammeln. Deshalb ist ein Volkskampf gegen alle antidemokratischen reaktionären Kräfte erforderlich: In der Vergangenheit haben sie mit dem japanischen Imperialismus zusammengearbeitet, um schwere Sünden zu begehen, und in Zukunft werden sie wahrscheinlich den Aufbau einer neuen Demokratie stören, genau wie in Joseon. Kämpfe gegen diese reaktionären Kräfte, gegen antidemokratische Kräfte, um sie zu überwinden und um echte Demokratie zu verwirklichen. Zu diesem Zweck sollte ein starkes demokratisches Regime eingerichtet werden. Dieses Regime wird sich aus Volkskomitees zusammensetzen, die auf der Nationalen Volksdelegationskonferenz gewählt wurden, und es ist unnötig zu erwähnen, dass die revolutionären Krieger und Organisationen, die sich für die koreanische Befreiungsbewegung im Ausland engagiert haben, mit Respekt begrüßt werden müssen. Daher muss ein völlig neues Regime entstehen, um den allgemeinen Konsens des gesamten koreanischen Volkes zu vertreten und seine Interessen zu schützen. In der vorübergehenden Übergangszeit bis zur Einführung dieses neuen Regimes hält das Hauptkomitee die Sicherheit von Joseon unabhängig aufrecht und geht noch einen Schritt weiter. Um eine unabhängige staatliche Organisation zu verwirklichen, wird der folgende Kodex mit der Absicht festgelegt, eine vorläufige Aufgabe zu erfüllen, ein neues Regime zu etablieren.

#### Programm
- Wir wollen ein völlig unabhängiges Land aufbauen.
- Wir setzen uns für ein demokratisches Regime ein, dass die grundlegenden politischen, wirtschaftlichen und sozialen Bedürfnisse der gesamten Nation erfüllen kann.
- Wir werden die nationale Ordnung unabhängig aufrechterhalten und das öffentliche Leben in der vorübergehenden Übergangszeit sichern.

### Aufstellung
Die Volksrepublik Korea ist insofern von großer Bedeutung, als sie als erste koreanische politische Organisation die lokale Autonomie in Form von Volkskomitees umsetzt. Bis Ende August wurden landesweit mehr als 140 Komitees eingerichtet, um die Unterstützung der Bevölkerung zu unterstützen.
Die organisatorische Arbeit des Nationalen Vorbereitungsausschusses wurde auch in Nordkorea durchgeführt. Der Führer in der nordkoreanischen Region war der aus Pjöngjang stammende Cho Man-sik, der während der japanischen Kolonialzeit „einen gewaltfreien, aber kompromisslosen Weg eingeschlagen hat“. Unter verschiedenen regionalen Bedingungen im Süden und Norden der koreanischen Halbinsel starteten Yuh Woon-hyung und Cho Man-sik gleichzeitig das Gründungsprojekt.
Die Organisation hatte unterschiedliche Namen und Unterschiede in der Zusammensetzung, je nachdem, ob sie von Kommunisten oder Nationalisten geführt wurde. Es bildete auch eine Grundlage für den Aufbau einer neuen Nation als "Selbstverwaltungsorganisation des Volkes", die sowohl von Nationalisten als auch von Sozialisten geschaffen wurde, die während der japanischen Kolonialzeit an der Unabhängigkeitsbewegung beteiligt waren.
Seo Joong-seok, Professor für Geschichte an der Sungkyunkwan-Universität, sagte: „Wenn es nach der Befreiung keine Organisationen wie die Volkskomitees gegeben hätte, hätte es große Verwirrung gegeben. Dies liegt daran, dass große Gruppen der Unabhängigkeitsbewegung, einschließlich der Provisorischen Regierung der Republik Korea, weit im Ausland waren. Vor der Befreiung wurde das Gründungsbündnis jedoch hauptsächlich von einheimischen Gruppen organisiert, die freiwillig wichtige Aufgaben wie Sicherheit und Verwaltung übernehmen konnten.“

### Programm
Das Programm der VRK (Volksrepublik Korea, auf Englisch auch PRK) wurde in ihrem 27-Punkte-Programm vom 14. September vorgestellt. Das Programm umfasste: "die Beschlagnahme von Grundstücken, die von Japanern und Kollaborateuren gehalten wurden, ohne Entschädigung; freie Verteilung dieses Landes an die Bauern; Mietbeschränkungen für nicht umverteiltes Land; Verstaatlichung wichtiger Industrien wie Bergbau, Transport, Bankwesen und Kommunikation; Staatliche Aufsicht über kleine und mittlere Unternehmen,… garantierte grundlegende Menschenrechte und Grundfreiheiten, einschließlich der Rede-, Presse-, Versammlungs- und Glaubensfreiheit, allgemeines Wahlrecht für Erwachsene über achtzehn Jahre, Gleichstellung von Frauen, arbeitsrechtliche Reformen, einschließlich einer Achtstundentag, Mindestlohn und Verbot von Kinderarbeit sowie "Aufbau enger Beziehungen zu den Vereinigten Staaten, der UdSSR, des Vereinigten Königreichs und Chinas und positiver Widerstand gegen ausländische Einflüsse, die die inneren Angelegenheiten des Staates beeinträchtigen".

## Entwicklungen

### Kommunistische Übernahme im Norden
Als sowjetische Truppen am 24. August 1945 in Pjöngjang einmarschierten, fanden sie dort ein lokales Volkskomitee, das vom erfahrenen christlichen Nationalisten Cho Man-sik geleitet wurde. Im Gegensatz zu ihren amerikanischen Kollegen erkannten die sowjetischen Behörden dies an und arbeiteten mit ihnen zusammen. Nach einigen Berichten war Cho Man-sik die erste Wahl der Sowjetregierung, um Nordkorea zu führen.
Im Dezember 1945 stimmte die Sowjetunion auf der Moskauer Konferenz einem Vorschlag der USA für eine Treuhandschaft über Korea für bis zu fünf Jahre im Vorfeld der Unabhängigkeit zu. Die meisten Koreaner forderten sofort die Unabhängigkeit, aber Kim und die anderen Kommunisten unterstützten die Treuhandschaft unter dem Druck der Sowjetregierung. Cho Man-sik lehnte den Vorschlag auf einer öffentlichen Sitzung am 4. Januar 1946 ab und verschwand im Hausarrest. Am 8. Februar 1946 wurden die Volkskomitees als Interim von kommunistisch dominierten Volkskomitees neu organisiert. Das neue Regime führte eine populäre Politik der Landumverteilung, der Verstaatlichung der Industrie, der Reform des Arbeitsrechts und der Gleichstellung von Frauen ein. In der Zwischenzeit wurden bestehende kommunistische Gruppen wie folgt wiederhergestellt: die Arbeiterpartei Koreas unter der Führung von Kim Il-sung. Nach dem Scheitern der Vereinigungsverhandlungen wurde die Demokratische Volksrepublik Korea (DVRK) am 9. September 1948 mit Kim Il-sung als Ministerpräsident proklamiert.

### Unterdrückung im Süden
Nach der amerikanischen Ankunft am 12. September 1945 kontrollierte die Militärregierung der US-Armee in Korea die Halbinsel südlich des 38. Breitengrads. Der Generalgouverneur des Militärgouverneurs, John R. Hodge, weigerte sich, die VRK und ihre Volkskomitees anzuerkennen, und verbot sie am 12. Dezember. Später erklärte er: „Eine unserer Missionen war es, diese kommunistische Regierung zu brechen“. Am 19. Juli 1947 wurde Yuh Woon-hyung von einem Mitglied einer rechtsextremen Organisation ermordet.
Edgar Snow, ein amerikanischer Journalist, kehrte nach seiner Befreiung nach Korea zurück und blieb zwei Monate, um über die Situation zu berichten:

„Die Vereinigten Staaten landeten ohne Vorbereitung in Korea. Es gab jedoch bereits ein Gründungskomitee in Korea und bald darauf gab es politische Vorbereitungen. Wenn die Amerikaner das Nationale Vorbereitungskomitee gerettet hätten, wäre der Bau Koreas schneller und vorteilhafter gewesen.“

Einige lokale Einheiten der Volksrepublik Korea blieben in der Region Jeolla und insbesondere auf der Insel Jeju aktiv, wo ihre Anwesenheit zusammen mit plündernden antikommunistischen Jugendbanden zu Spannungen beitrug, die bei den als Jeju-Aufstand von 1948 bekannten Ereignissen explodierten.

### Landesweit
Anfang November wurde der Nationalrat der koreanischen Gewerkschaften gegründet und die VRK und ihr Programm gebilligt. Im Dezember wurden die Nationale Liga der Bauerngewerkschaften, die Koreanische Demokratische Jugendliga und die Frauenliga gegründet und deren Unterstützung für die VRK.

## Zentrales Volkskomitee
- Vorsitzender: Yuh Woon-hyung
- Premierminister: Ho Hon
- Direktor für Inneres: Kim Gu
- Direktor für auswärtige Angelegenheiten: Kim Kyu-sik
- Finanzdirektor: Cho Man-sik
- Militärdirektor: Kim Won-hong
- Direktor für Wirtschaft: Ha Pilwon
- Direktor für Land- und Forstwirtschaft: Bong Mi-seon
- Gesundheitsdirektor: Lee Man-Gyu
- Verkehrsdirektor: Hong Nam-pyo
- Sicherheitsdirektor: Choi Yong-Dal
- Oberster Richter: Kim Byung-ro
- Bildungsdirektor: Kim Seong-su
- Propagandadirektor: Kwan-Sul Lee
- Kommunikationsdirektor: Sin Ik-hui
- Arbeitsdirektor: Lee Sang-Hyuk
- Generalsekretär: Yi Kang-guk
- Rechtsdirektor: Choi Ikhan
- Planungsdirektor: Jeong Baek